# Gesualdo
Para el compositor renacentista, véase Carlo Gesualdo.
Gesualdo es una comuna italiana en la región de Campania, provincia de Avellino, con cerca de 3.800 habitantes. Confina con Sturno, Villamaina, Frigento, Fontanarosa y Grottaminarda. 
El pueblo tiene muchas iglesias, fuentes, miradores grandes, y un castillo que data de la Edad Media, que ha sido parcialmente reconstruido desde el terremoto de Irpinia en 1980. El castillo pasó mucho tiempo la casa del noble renacentista, compositor, y asesino Carlo Gesualdo, que fue el príncipe de Venosa y conocido por sus madrigales. El director italiano Bernardo Bertolucci planea rodar una película sobre la vida de Carlo Gesualdo dramática y la música, pero el plan fue lamentablemente nunca se logra. El director alemán Werner Herzog también hizo un breve reportaje en el pueblo (Tod für fünf Stimmen), mientras que la estrella invitada popular cantante Milva.
Compositor Igor Stravinski, de pleno derecho con la música impresionante del príncipe Carlo Gesualdo, realizó una visita a la aldea y el castillo que domina.
Cada año en Gesualdo hay eventos importantes que atraen a muchos visitantes: El dell'Angelo Volo en el mes de agosto, la representación de la Pasión de Cristo el Viernes Santo, La dell'Alabarda Palio en honor de Carlo Gesualdo, el Vivente Presepe en el período de Navidad.
Padre Pío vivió en el pueblo y más de un año.

## Demografía
| Gráfica de evolución demográfica de Gesualdo entre 1861 y 2001 |
|                                                                |
| Fuente ISTAT - elaboración gráfica de Wikipedia                |